# Embalse de Elda
El embalse de Elda es una obra hidráulica de contención y almacenamiento de aguas para riego construida en el cauce del río Vinalopó a su paso por el término municipal de Elda (Alicante) hacia 1698, siendo uno de los más antiguos de España. Además de la obra hidráulica, la zona del embalse tiene una de las comunidades de tarayes (Tamarix gallica) que hoy constituye el objeto principal de la reserva de protección ecológica. Sus funciones como embalse están en desuso

## Historia
A finales del siglo XVII, la villa de Elda mantenía diversos litigios judiciales con Sax y con el conde de Elda, Juan Andrés Coloma Pérez Calvillo. Con Sax se disputaba desde el siglo anterior el agua de la villenense Fuente del Chopo. En 1680 se planteó pleito ante el corregidor de Chinchilla porque Sax no dejaba pasar agua a la villa inferior, Elda. Este pleito fue prolongado por el recurso sajeño ante la Real Chancillería de Granada. La aguda escasez de agua en el regadío eldense, sobre todo cuando no circulaba regularmente durante varios años, se unía al aumento de los gastos judiciales debido a otros litigios seguidos contra el conde de Elda. 
En su origen la obra fue fruto de un acuerdo entre la villa y el conde de Elda, firmado el 24 de enero de 1684, tratando de poner fin a estos largos y costosos pleitos. Dicho acuerdo establecía que los vecinos se comprometían a la construcción del pantano siempre y cuando una parte de sus posesiones no tuvieran que pagar el diezmo al señorío condal. Esto permitía a los habitantes liberar parte de las propiedades del sistema señorial, y al titular del condado garantizarse que, con tierras bien regadas, la producción y renta obtenida de las mismas y que permanecían sujetas al pago del diezmo, sería más alta. El acuerdo se fijó tras varios forcejeos judiciales el 24 de enero de 1684.
Al mismo tiempo, la villa de Elda mantenía con el municipio de Sax un conflicto judicial, desde finales del siglo XVII, por las aguas que tenía adquiridas en el término de Villena y a las que aquel no permitía el paso, lo que había llevado a situaciones de penuria y pobreza a los habitantes.

## Características de la presa

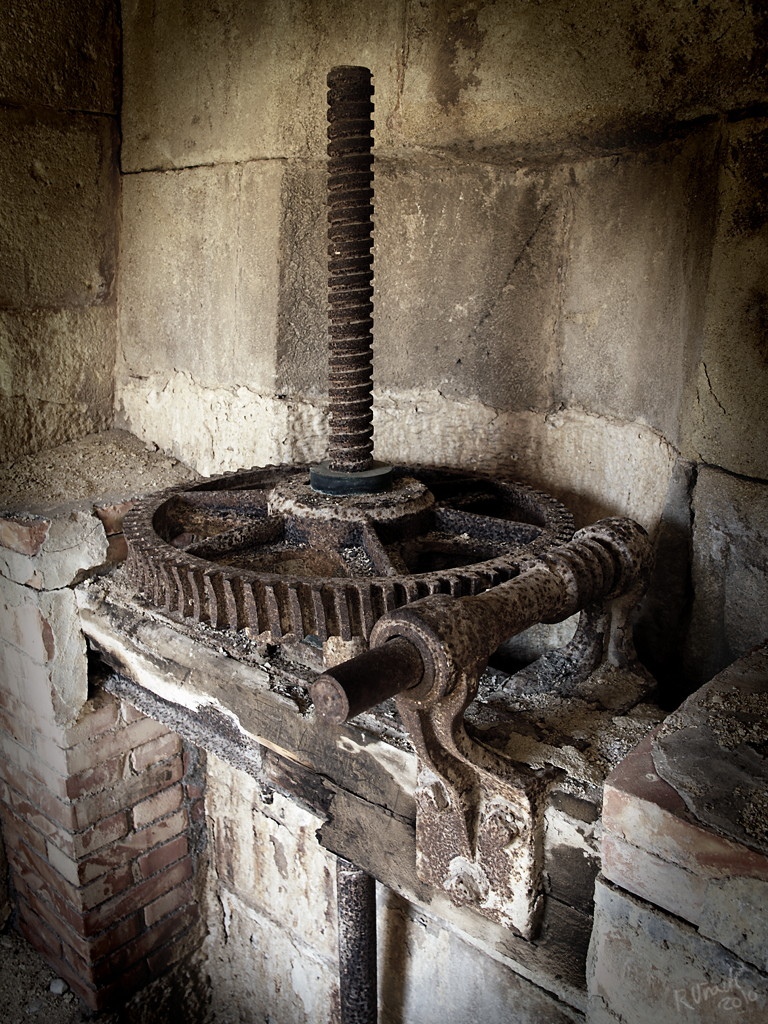
Apertura del aliviadero de la presa.

La presa tenía, según distintas fuentes, entre 11 y 13 metros de altura, aprovechando los escarpes del monte de La Torreta, con un grosor de algo más de 9 metros en la corona, y sin aliviadero, lo que hace que se calcule en 700.000 metros cúbicos su capacidad inicial. De la presa del siglo XVII sólo quedan los estribos o cajeros socavados y asentados en las rocas laterales. Se realizaron obras de nuevo en 1842 para eliminar parte de la tierra que había enfangado su fondo y mejorar su estructura dañada, en una avenida de aguas el 14 de octubre de 1793. Dicha obra, con algunas interrupciones, se finalizó en 1890 y dejó el pantano con una capacidad de 200.000 metros cúbicos. Estaba compuesta por un muro escalonado con dos torres adosadas para compuertas metálicas, una lateral para salida de agua de riego, en la margen izquierda, y otra central para desagüe profundo.

## Situación actual
En la actualidad no se encuentra en servicio y sus compuertas permanecen abiertas, dejando discurrir el agua libremente. En 2002 fue incluido en el catálogo de zonas húmedas valencianas elaborado por la Consejería de Medio Ambiente. Se estudia la posibilidad de llevar a cabo un plan de saneamiento cuyo fin último es declararlo paraje natural municipal.